# Coolus

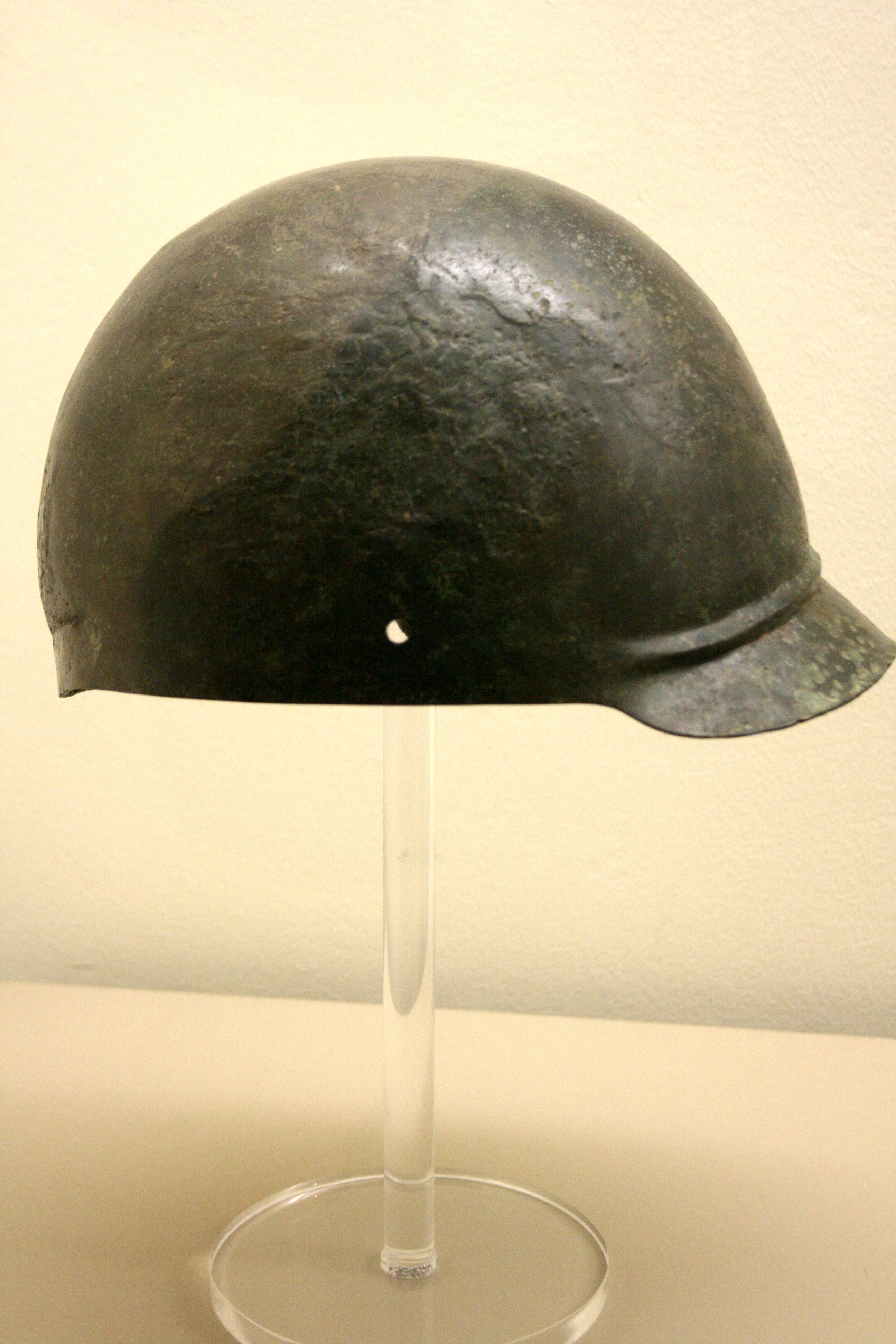
Coolus nalezený na území dnešní Belgie

Coolus byla římská přilba, část římské uniformy v 1. století př. n. l. – 1. století n. l.
Coolus, stejně jako i do té doby používaná legionářská přilba Montefortino, byla keltského původu. Do římské armády se dostala pravděpodobně během Caesarovy galské války. Coolus se vyráběl i ze železa. Stejně jako u jiných legionářských přileb i u Coolusu rozeznáváme více typů, které pojmenováváme písmeny. Coolus měl tvarované lícnice, kšilt a výraznější chránič krku, který v některých případech je mírně horizontálním směrem. Coolus byl efektivnější než Montefortino, avšak nikdy jej nenahradil. Na vrcholu helmy by držák na volný koňský chochol. Montefortino a Coolus nahradily koncem Augustovy vlády slavné císařské galské přilby, Galey, které byly vylepšením typu Coolus.